# Terremoto de Birmania de abril de 2016
Un terremoto de magnitud 6,9 azotó Birmania, con epicentro a 135 km (83,9 mi) km del noroeste de Mandalay el 13 de abril de ese año, con un máximo en la escala de Mercalli de VI (fuerte). El sismo ocurrió a las 20:25 hora local (13:55 UTC), en una área aislada. La profundidad estimada fue de 134 km. Duró alrededor de un minuto según reporteros de Xinhua.
No hubo informes inmediatos de pérdidas o daños importantes de vidas a raíz del temblor en Birmania. El temblor fue también sentido en Bangladés e India. 
50 personas resultaron heridas en Chittagong, Bangladés, mientras se apresuraban a salir de fábricas de RMG. Unas cincuenta personas sufrieron heridas en la capital Daca y en ciudad nororiental de Sylhet, cuando huían de sus casas y otros edificios durante el terremoto. Los temblores fueron también sentidos en Nepal oriental.